# Bitka pri Great Cane Brake
Bitka pri Great Cane Brake je bil spopad, ki se je zgodil 22. decembra 1775 med ameriško revolucijo v takratnem okrožju Ninety-Six v Južni Karolini, današnjem okrožju Greenville.

## Ozadje
Z začetkom ameriške revolucije je patriotski vladi v Charles Townu nasprotovala velika koncentracija "kraljevih mož" v zaledju. Obe strani sta prepoznali potrebo po gojenju prijateljstva s Cherokeeji na skoraj brezpravnem območju države in obe strani sta obljubili, da bosta Indijancem zagotovili strelivo za lov.
Oktobra 1775 je patriotski Svet za varnost v Charles Townu poslal 1.000 funtov (1 funt = 0,45 kg) smodnika in 2.000 funtov svinca Indijancem, vendar je skupina lojalistov pod poveljstvom Patricka Cunninghama prestregla pratež. Po neuspešnem poskusu ponovnega zavzetja streliva so se voditelji Charles Towna odločili, da bodo zlomili moč lojalistov v zaledju z zbiranjem močne sile milice pod poveljstvom polkovnika Richarda Richardsona. Močno prekašani so se kraljevi možje umaknili proti Piedmontu. Do konca decembra je imel Richardson morda kar 5.000 vojakov pod svojim poveljstvom in je zajel glavne lojalistične voditelje.

## Bitka
21. decembra je Richardson ukazal 1.300 možem pod majorja Williamom "Danger" Thomsonom, naj zasledujejo lojaliste na indijansko ozemlje. Thomson je prehodil 25 mi (40,2 km) skozi noč do tabora, kjer so se lojalisti skrivali pred mrzlim dežjem in snežnimi plohami v "Brake of Canes."  Ker so bila tla mokra in so lojalisti kurili trstične biljke, ki so pokale in prasketale, so Thomsonovi možje skoraj uspeli obkoliti tabor, preden so bili odkriti, ko so napadli ob zori. Cunningham je pobegnil na neosedlanem konju in brez hlač, kričal je, naj se vsak moški "reši sam." Patrioti so ponovno zajeli strelivo, namenjeno Cherokeejem in zajeli 130 ujetnikov, ki so jih prisilili, da so podpisali dokument, v katerem so obljubili, da ne bodo več prijeli za orožje. Ubitih je bilo le pet ali šest lojalistov, čeprav je moral Thomson zadrževati svoje može, da niso poškodovali ujetnikov, nekatere od njih so poslali v Charles Town v verigah.

## Posledice
Kljub patriotskemu uspehu je naslednji dan nastala nenavadna, močna snežna nevihta, ki je povzročila precejšnje trpljenje med milicami, ki so bile poklicane na dolžnost v kratkem času z neustreznimi oblačili in brez šotorov. Nekateri so bili trajno poškodovani zaradi izpostavljenosti in ozeblin. Zato je bil dogodek znan kot "Snežna kampanja." Richardson je verjel, da je njegova zmaga pomirila zaledje, vendar so se Cherokeeji kmalu pridružili lojalistom v brutalni državljanski vojni na meji Južne Karoline.  Richardson je verjel, da je njegova zmaga pomirila zaledje, vendar so se Čerokezi kmalu pridružili lojalistom v brutalni državljanski vojni na meji Južne Karoline.

## Spomin
Natančna lokacija spopada ni znana, čeprav se je zgodil blizu reke Reedy približno 7 mi (11,27 km) jugozahodno od Simpsonvilla v Južni Karolini. Na cesti Fork Shoals Road južno od ceste Old Hundred Road (okrožna cesta 565) je državni zgodovinski spomenik.